# Al-Zabadani
Al-Zabadani sau Az-Zabadani (în arabă الزبداني, transliterat: az-Zabadānī) este un oraș și o stațiune montană în sud-vestul Siriei în Guvernoratul Rif Dimashq, aproape de granița cu Libanul. Este situat în centrul unei văi verzi înconjurate de munți înalți, la o altitudine de aproximativ 1.100 m.
Istoria sa este legată de cea mai veche capitală din istorie, Damascul. Este situat la dreapta drumului internațional care leagă Damascul de Beirut, la mijlocul distanței dintre Damasc și Baalbek, într-o vale muntoasă din lanțul muntos sirian, unde se ridică între 1.150 și 1.250 de metri deasupra nivelului mării. Zabadani este situat în regiunea semi-aridă până la semi-umedă, cu precipitații medii de 500 mm pe an. Este mărginit de două lanțuri muntoase, Muntele Senir la vest și Jabal Al Shaqif la est, iar în mijlocul ei este un covor verde care formează Câmpia Zabadani.
Potrivit Biroului Central de Statistică al Siriei (CBS), la recensământul din 2004, Al-Zabadani avea o populație de 26.285 de locuitori.